# Chitry
Chitry – miejscowość i gmina we Francji, w regionie Burgundia-Franche-Comté, w departamencie Yonne.
Według danych na rok 1990 gminę zamieszkiwało 329 osób, a gęstość zaludnienia wynosiła 22 osoby/km² (wśród 2044 gmin Burgundii Chitry plasuje się na 588. miejscu pod względem liczby ludności, natomiast pod względem powierzchni na miejscu 646.).